# Viaduc des Glacières
Le viaduc des Glacières est un viaduc autoroutier emprunté par l'A40 (au km 114). Il est situé à Les Neyrolles dans l'Ain, en France. C'est un pont à poutres en treillis.

## Caractéristiques
Achevé en 1988, le viaduc mesure 214 mètres.